# J. Ezra Merkin
Jacob Ezra Merkin (nacido en 1954) es un administrador financiero. Fue socio de negocios de cerca de Bernard Madoff, se alega que han desempeñado un papel importante en el fraude Madoff. Se desempeñó como Presidente no ejecutivo de la GMAC hasta su renuncia el 9 de enero de 2009, ante la insistencia del gobierno de EE. UU.

Él es el socio general de Gabriel Capital LP, un grupo de 5 mil millones dólares de fondos de cobertura.
El 6 de abril de 2009, Merkin fue acusado de fraude civil por el Estado de Nueva York, por "secreto de dirección 2.4 mil millones dólares en dinero de los clientes en el fraude  Bernard Madoff sin su permiso" El 18 de mayo de 2009, Merkin accedió a las demandas del procurador general de Nueva York Andrew Cuomo de dimitir como director de sus fondos de cobertura y de ponerlos en suspensión de pagos.

## Personal
Él es hijo de Hermann Merkin, un prominente banquero, filántropo, y Úrsula Merkin. Es hermano de Daphne Merkin, una escritora. Él y su esposa, Lauren, tienen cuatro hijos.
El 20 de mayo de 2009, dimitió como Presidente de su sinagoga, que fue fundada por su padre en 1959. Los miembros incluyen a algunos de sus más grandes Madoff relacionadas con los inversores, perdiendo en total, más de $ 1 mil millones.
Merkin asistió al Ramaz, el Upper East Side moderna escuela ortodoxa de preparación, dos yeshivás en Israel, luego la Universidad de Columbia y Harvard Law School.
En 1995, pagó $ 11 millones por un complejo de 18 habitaciones dúplex propiedad de Ron Perelman, un miembro de su sinagoga, en 740 Park Avenue, edificio de departamentos de los más ricos del mundo, En 2003, comenzó a colectar 12 pinturas de Mark Rothko, la colección privada más grande del mundo, con un valor estimado de US $ 150 millones.
Merkin también es propietario de una casa en Atlantic Beach, Nueva York, con valor de 1,7 millones de dólares y una propiedad en Eagle County, Colorado, con valor de 506.000 dólares.